# Oztira
Genre
Oztira est un genre d'araignées aranéomorphes de la famille des Amaurobiidae.

## Distribution
Les espèces de ce genre sont endémiques d'Australie. Elles se rencontrent au Queensland et en Tasmanie.

## Liste des espèces
Selon World Spider Catalog (version 17.5, 12/09/2016) :
- Oztira affinis (Hickman, 1981)
- Oztira aquilonaria (Davies, 1986)
- Oztira kroombit Milledge, 2011
- Oztira summa (Davies, 1986)

## Publication originale
- Milledge, 2011 : A Revision of Storenosoma Hogg and Description of a New Genus, Oztira (Araneae: Amaurobiidae). Records of the Australian Museum, vol. 63, p. 1-32 (texte intégral).